# Epicnistis euryscia
Epicnistis euryscia là một loài bướm đêm thuộc họ Gracillariidae. Nó được tìm thấy ở Tasmania.